# Джонс, Джамарко
Джамарко Джонс (англ. Jamarco Jones; 4 июня 1996, Чикаго, Иллинойс) — профессиональный американский футболист, линейный нападения клуба. Выступал в НФЛ в составе клуба «Сиэтл Сихокс». На студенческом уровне играл за команду университета штата Огайо. Победитель студенческого национального чемпионата 2014 года. На драфте НФЛ 2018 года был выбран в пятом раунде.

## Биография
Джамарко Джонс родился 4 июня 1996 года в Чикаго, штат Иллинойс, США. Учился в частной католической школе Института де Ла Салля, основанной братьями христианских школ. На момент выпуска входил в число десяти лучших тэклов нападения по рейтингам ESPN, Rivals и 247Sports. В 2014 году поступил в университет штата Огайо.

### Любительская карьера
В составе «Огайо Стейт Бакайс» Джонс дебютировал в сезоне 2014 года. Он сыграл за команду в десяти матчах турнира NCAA, став с ней победителем плей-офф национального чемпионата. В 2015 году он сыграл тринадцать матчей, в семи из них выходил на поле на месте одного из линейных, шесть провёл как игрок специальных команд. В стартовом составе «Огайо Стейт» Джонс закрепился в 2016 году, заменив на позиции левого тэкла ушедшего в НФЛ Тейлора Деккера. По итогам сезона его включили в состав второй сборной звёзд конференции Big Ten. В последних двух сезонах карьеры в колледже Джонс сыграл 27 матчей подряд в основном составе.

### Профессиональная карьера
Перед драфтом НФЛ 2018 года аналитик издания Bleacher Report Мэтт Миллер прогнозировал Джонсу выбор во втором раунде. Он характеризовал игрока как одного из самых надёжных блокирующих среди линейных нападения, игравшего в системе, приближенной к профессиональному футболу. К плюсам Джонса он относил его опыт, длину рук, технику и физическую силу. Недостатками Джонса назывались рост, нехватка терпения и невысокий потолок возможностей для дальнейшего прогресса. Сомнения у клубов НФЛ могло вызвать и решение игрока отказаться от участия в матче звёзд выпускников колледжей, являющегося важным этапом просмотра потенциальных новичков.
На драфте Джонс был выбран «Сиэтлом» в пятом раунде под общим 168 номером. В мае 2018 года он подписал с клубом четырёхлетний контракт на общую сумму 2,75 млн долларов. Летом во время сборов он получил травму голеностопа и был вынужден полностью пропустить сезон. В НФЛ Джонс дебютировал в октябре 2019 года, выйдя на позиции правого гарда. Будучи одним из запасных линейных, он сыграл в пятнадцати матчах регулярного чемпионата и двух играх плей-офф. В начале 2020 года после ухода из «Сиэтла» Майка Иупати его называли среди возможных претендентов на место одного из двух стартовых гардов.
По ходу сезона 2020 года Джонс сыграл за Сихокс одиннадцать матчей, в том числе два в стартовом составе. Он позволил соперникам девять раз оказать давление на квотербека, допустил три нарушения. На количество его игрового времени повлияла травма паха. Весной 2021 года клуб приобрёл гарда Гейба Джексона из «Рэйдерс», после чего шансы Джонса на место в основе снизились. Летом во время сборов он выиграл борьбу за позицию одного из запасных линейных у Фила Хейнса и Джордана Симмонса. По ходу чемпионата Джонс принял участие в десяти матчах, дважды он выходил в стартовом составе правым тэклом и левым гардом. Часть сезона ему пришлось пропустить из-за проблем со спиной. После его окончания Джонс получил статус свободного агента.
В марте 2022 года Джонс подписал двухлетний контракт на 5,75 млн долларов с «Теннесси Тайтенс». Во время сборов он получил разрыв трицепса, из-за чего полностью пропустил сезон. В августе 2023 года клуб принял решение об отчислении игрока, дважды в течение одной недели подравшегося с партнёрами на тренировке.